# Кинески зид (филм)
„Кинески зид” је југословенски ТВ филм из 1967. године. Режирао га је Берислав Макаровић а сценарио је написан по делу Макса Фриша.

## Улоге
| Глумац                 | Улога |
| ---------------------- | ----- |
| Борис Бузанчић         |       |
| Звонимир Чрнко         |       |
| Вања Драх              |       |
| Љубица Јовић           |       |
| Угљеша Којадиновић     |       |
| Хермина Пипинић        |       |
| Иво Сердар             |       |
| Семка Соколовић Берток |       |
| Иван Шубић             |       |
| Крешимир Зидарић       |       |